# Jerzy Wojciech Szulczewski
Jerzy Wojciech Szulczewski (ur. 22 kwietnia 1879 w Ciencisku, zm. 13 marca 1969 w Kościanie) – polski nauczyciel, fizjograf, przyrodnik i etnograf, powstaniec wielkopolski, pracownik naukowy Muzeum Wielkopolskiego oraz Ogrodu Botanicznego w Poznaniu.

## Życiorys
Jerzy Wojciech Szulczewski pochodził z rodziny rolniczej z Cienciska na Kujawach. Po ukończeniu szkoły elementarnej w rodzinnej wsi oraz szkoły przygotowawczej w Rogoźnie, rozpoczął w 1896 roku naukę w seminarium nauczycielskim w Kcyni. Po uzyskaniu w 1899 roku dyplomu nauczyciela, podjął pracę w szkole elementarnej w Brudzyniu. Tam rozwijał swoje zainteresowania przyrodnicze i etnograficzne. W lokalnym czasopiśmie „Rogasener Familienblatt” publikował (w języku niemieckim) artykuły dotyczące baśni, legend i obyczajów ludu Kujaw w końcu XIX wieku. Jednocześnie nawiązał kontakty z Poznańskim Towarzystwem Przyjaciół Nauk i osobiście z Franciszkiem Chłapowskim. Działał społecznie, jako radca ubogich obwodu janowieckiego (od 1915 roku), przewodniczący Rady Chłopskiej gminy Brudzyń i delegat do Powiatowej Rady Chłopskiej w Żninie w 1918 roku.
Po wybuchu powstania wielkopolskiego wziął udział w walkach, był również komisarzem komitetu do spraw spolszczenia szkół w obwodzie janowieckim z ramienia Powiatowej Rady Ludowej w Żninie. W 1919 roku, z polecenia Franciszka Chłapowskiego, został mianowany nauczycielem biologii w żeńskim Seminarium Nauczycielskim im. Marii Konopnickiej w Poznaniu. W latach 1920–1924 był również kierownikiem działu przyrodniczego i prehistorycznego Muzeum Wielkopolskiego. W 1928 roku został wykładowcą botaniki zawodowej i pszczelarstwa w Wyższej Szkole Ogrodniczej. Był także kierownikiem pedagogicznym i członkiem zarządu poznańskiego Ogrodu Botanicznego. Od 1919 roku był członkiem Poznańskiego Towarzystwa Przyjaciół Nauk, od 1924 Komisji Fizjograficznej, a od 1927 roku także Komisji Geograficznej Polskiej Akademii Umiejętności.
W 1931 roku przeszedł na emeryturę, po czym zamieszkał w Puszczykowie i zaangażował się w działalność na rzecz ochrony przyrody w rejonie, współpracując przy tym ściśle z profesorem Adamem Wodziczką. W 1939 przyjaciel Szulczewskiego Valentin Torka nazwał na jego cześć gatunek gąsienicznika Cryptus szulczewskii. W okresie okupacji hitlerowskiej, usunięty z własnego mieszkania, pracował jako pomocnik woźnego i ogrodnik w poznańskich szkołach. Po zakończeniu wojny powrócił do Puszczykowa, gdzie brał udział w odtwarzaniu administracji samorządowej. Od 1946 roku pracował jako nauczyciel w Miejskim Liceum Handlowym w Poznaniu, w latach 1947–1958 jako pracownik naukowy w Ogrodzie Botanicznym Uniwersytetu Poznańskiego. Powtórnie na emeryturę przeszedł w 1958 roku.
W jego dorobku znajduje się ponad 150 pozycji publikowanych z zakresu etnografii, botaniki i zoologii. Opisał około 60 nowych odmian i gatunków roślin zielnych, grzybów i owadów. Prowadził badania naukowe, które stanowiły podbudowę dla utworzenia Wielkopolskiego Parku Narodowego, a w 1948 wyznakował pierwsze szlaki turystyczne na jego terenie. Nazwisko Szulczewskiego zostało upamiętnione przez biologów w nazwie pleśniaka Penicilium szulczewskii oraz gąsienicznika Cryptus szulczewskii. Został odznaczony między innymi Krzyżem Oficerskim Orderu Odrodzenia Polski (1957), Wielkopolskim Krzyżem Powstańczym (1957), Złotą Odznaką Honorową Ligi Ochrony Przyrody oraz odznaką honorową „Za Zasługi w Rozwoju Województwa Poznańskiego”.
Zmarł 13 marca 1969 roku w Kościanie i pochowany został na cmentarzu rzymskokatolickim w Puszczykowie.
Niektóre publikacje
- Osobliwości dendrologiczne Poznania (1926)
- Przybysze i przybłędy w roślinności Poznania (1930)
- Przyczynek do fauny motyli drobnych Poznania i okolicy (1932)
- Śluzowce Wielkopolskiego Parku Narodowego (1951)
- Wykaz roślin naczyniowych w Wielkopolsce dotąd stwierdzonych (1951)